# クニグンデ・フォン・エスターライヒ

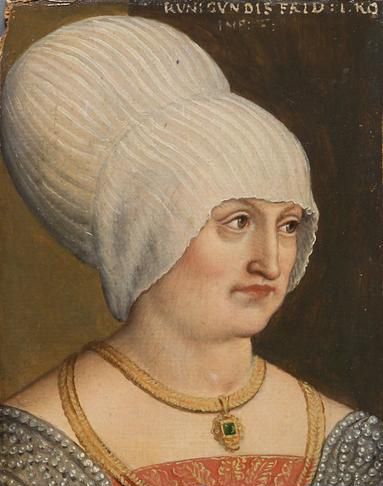
クニグンデ・フォン・エスターライヒ

クニグンデ・フォン・エスターライヒ（Kunigunde von Österreich, 1465年3月16日 - 1520年8月6日）は、バイエルン公アルブレヒト4世の妃。

## 生涯
神聖ローマ皇帝フリードリヒ3世と皇后エレオノーレの娘として、ウィーナー・ノイシュタットで生まれた。夫婦の間の5人の子供のうち成人したのは、兄マクシミリアン1世とクニグンデだけであった。
1470年、ハンガリー王マーチャーシュに求婚されたが、フリードリヒ3世はこれを拒絶した。1487年1月2日、クニグンデは父の意に反してバイエルン公アルブレヒト4世と結婚した。夫の死後、長男ヴィルヘルム4世の摂政となった。宮廷から辞した後も、息子達のために政治に介入しようとした。また、兄マクシミリアン1世や、他国にいる縁者と密接に連絡をとっていた。
アルブレヒト4世が死んだ1508年、クニグンデはピュートリヒ修道院に入り、修道女となった。

## 子女
- ジドーニエ（1488年 - 1505年）
- ジビュレ（1489年 - 1519年） - プファルツ選帝侯ルートヴィヒ5世妃
- ザビーナ（1492年 - 1564年） - ヴュルテンベルク公ウルリヒ妃
- ヴィルヘルム4世（1493年 - 1550年） - バイエルン公
- ルートヴィヒ（1495年 - 1545年） - バイエルン公
- ズザンナ（1499年 - 1500年）
- エルンスト（1500年 - 1560年） - ザルツブルク大司教
- ズザンナ（1502年 - 1543年） - ブランデンブルク＝クルムバッハ辺境伯カジミールの妃。後にプファルツ選帝侯オットー・ハインリヒと再婚。